# Hunting for Heads!
Hunting for Heads! är en 7-tumsvinyl av The Headhunters, utgiven år 1998 av det tyska bolaget DIM Records, med katalognummer DIM056.

## Låtlista
Sida A:
1. "The Wall"

Sida B:
1. "The Best of the Boys"
2. "Bad Hangover"